# Joan Gaig i Andreu
Joan Gaig i Andreu (Sant Andreu del Palomar, Barcelona, 24 de juny de 1894 – Santa Coloma de Farners, 14 de novembre de 1990) fou un compositor i professor de música català.

## Biografia
Joan Gaig va néixer a Sant Andreu del Palomar, el 1894 o el 1896, aquesta última data segons el llibret de la seva òpera El estudiante de Salamanca. Segons aquest mateix document, va estudiar música amb Enric Granados i del successor en l'Acadèmia Granados, Frank Marshall, i composició amb A. Rodríguez i Jaume Pahissa.
El 20 de gener de 1935 estrenà la seva òpera El estudiante de Salamanca al Gran Teatre del Liceu de Barcelona, una obra basada en el poema homònim de José de Espronceda, amb llibret de Joan Francesc Vidal i Jové i de Josep Carner i Ribalta. Van ser els seus intèrprets Hipòlit Lázaro, Félix de Montemar, Elvira de Pastrana, Carme Bau Bonaplata, Elena Lucci, Diego de Pastrana i Ramon Cortinas, sota la direcció del mestre Alfredo Padovani. La direcció escènica va anar a càrrec de Rafael Moragas i la direcció coreogràfica de Pauleta Pàmies, amb decorats nous obra de Jose Castells.
L'abril de 1943 va estrenar al Teatre Tívoli de Barcelona l'espectacle Fantasia folklòrica espanyola, amb la participació del ballarí rus Sacha Goudine (Aleksandr Goudinov), de Nicolás Pitcher, de la ballarina Mercedes Mozart, de les cantants Petrita Muñoz i Raquel Ruíz, de la ballarina Carmen Pastor i del tenor Garcia Román.
El setembre de 1947 va estrenar l'obra lírica Nobleza serrana al Teatre Apolo de Barcelona. Van intervenir el baríton Jaume Miret i les cantants Pilar Andrés i Vicenta Ruíz.
Va compondre la música per a ballet Luna luna - ballet gitano basada en l'obra Romance de la luna luna de Federico García Lorca, estrenada el novembre de 1963. La partitura va ser editada per l'editorial "Barcelona A. Boileau i Bernasconi" el 1964, dedicada a Geraldine Chaplin.
Va compondre algunes sardanes, entre elles L'Arca de Noé (1953).